# Vendela Andersson-Sörensen
Vendela Linnea Andersson-Sörensen, född den 19 november 1860 i Halmstad, död den 26 maj 1926 i Halmstad, var en svensk operasångerska (sopran).

## Biografi
Andersson var dotter till musikkorpralen vid Göta artilleriregemente Johan August Andersson och Gustafva Wilhelmina Berggren, bosatta strax utanför Halmstads tullar. Fadern avled 1867 och Andersson placerades då att uppfostras hos en väninna till modern i Helsingborg. Här fick hon lära sig sjunga och 1869 sändes hon på turné med August Hyllested som ackompanjatör på violin. Under ett uppträdande vid Musikaliska Akademien i Stockholm 1879 väckte hon Isidor Dannströms uppmärksamhet. Genom en insamling där bland annat drottning Josephine bidrog gavs hon plats vid en Nisbethska flickpensionen i Kalmar, och sedan hennes utbildning där var klar såg hennes beskyddare Jean Bolinder till att bekosta hennes fortsatta utbildning för Isidor Dannström i sång 1877–1879 i sång för Isidor Dannström och i plastik för Signe Hebbe. Hennes debut skedde i operetten Crispinos giftermål på Nya teatern i Göteborg i november 1878, en välgörenhetsföreställning till förmån för Dramatiska och Musikaliska Artisternas pensionskassa. Kort därefter uppträdde hon även som Serpolette i Cornevilles klockor. Under de närmaste åren sjöng hon mestadels i Göteborg med enstaka framträdanden i Stockholm.
Där debuterade hon 1880 som Adele i Svarta dominon på Nya teatern i Stockholm. Efter att ha uppträtt på på Nya Teatern i Stockholm och gjort en utrikes studieresa debuterade hon 1882 på Kungliga Teatern i Stockholm som Nemea i Adolphe Adams Konung för en dag, och var därefter anställd på denna scen till. Hösten samma år uppträdde hon på Dagmarteatret i Köpenhamn.
Hon gifte sig 1888 med den danske tandläkaren Sophus Sörensen. Efter sitt giftermål uppträdde hon som gäst bland annat på Operan i Stockholm 1893 och i Köpenhamn som Nedda i Pajazzo. Efter det att hennes make dött 1899 gifte hon 1901 om sig i Philadelphia med hans bror, bankiren Fredrik Sörensen. De var gifta till hans död 1914.
Andersson-Sörensen tilldelades medaljen Litteris et Artibus 1893.

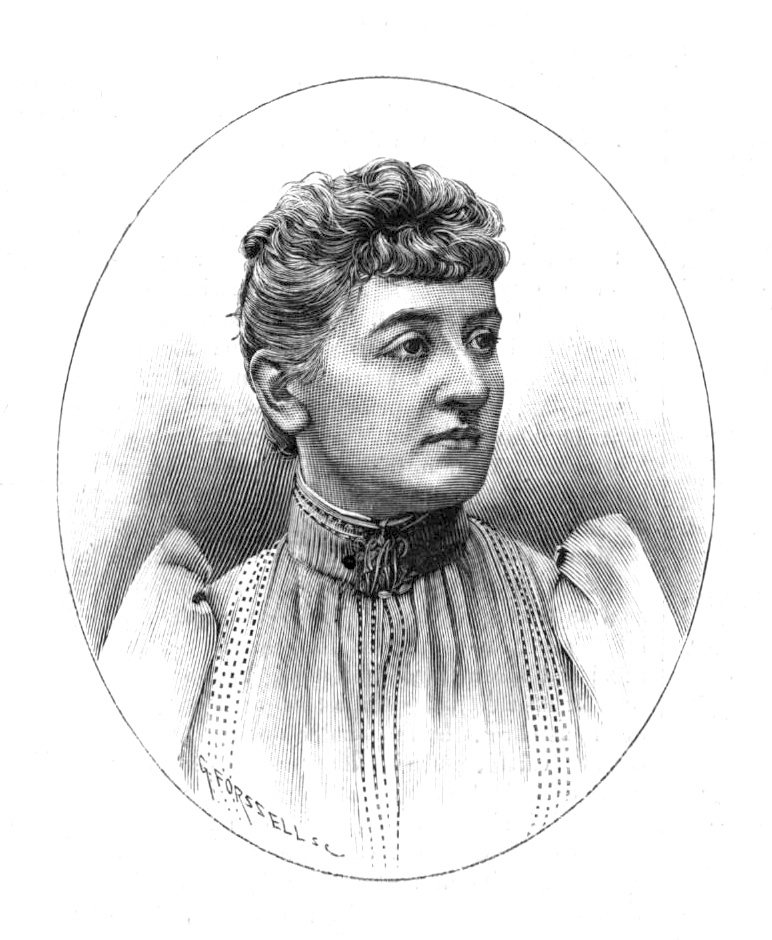
Vendela Andersson-Sörensen. Xylografi i Idun 1893, nr 8.

## Viktiga roller
Bland Andersson-Sörensens främsta roller kan nämnas Cherubin i Figaros bröllop, Rosina i Barberaren i Sevilla, Juana i William Fabers Spanska studenter, Violetta i La Traviata, Virginie i Paul och Virginie, Marie i Regementets dotter och framför allt Zephyrine i Siegfried Salomans Diamantkorset.

## Omdöme
Andersson-Sörensen hade enligt biografin i Nordisk familjebok en liten och tunn röst, men blev populär genom sin musikaliska intelligens och en betydande förmåga av dramatisk karakteristik. Hon lär dessutom ha varit en framstående koloratursångerska.